# 云南八角莲
云南八角莲（学名：Dysosma aurantiocaulis）为小檗科鬼臼属下的一个种。